# Distretto di Bozkurt (Denizli)
Il distretto di Bozkurt (in turco Bozkurt ilçesi) è uno dei distretti della provincia di Denizli, in Turchia.